# ألان تشيسني
ألان مالكوم تشيسني (بالإنجليزية: Alan Chesney)‏ (مواليد 1949)، لاعب هوكي بريطاني من أصل نيوزيلندي عاش في كرايستشيرش، ويعيش حاليا في ديربان بجنوب أفريقيا حصل على الميدالية الذهبية في دورة الألعاب الأولمبية الصيفية 1976 في مونتريال.

## روابط خارجية
- ألان تشيسني على موقع أوليمبيديا (الإنجليزية)
- ألان تشيسني على موقع اللجنة الأولمبية النيوزيلندية (الإنجليزية)